# CEV Champions League (vrouwen)
De Women's CEV Champions League (of Women's Indesit European Champions League, naar de sponsor) is sinds 2000 de naam van de hoogste officiële competitie voor vrouwen volleybalclubs in Europa en wordt elk jaar gehouden. Vanaf 1961 werd deze competitie (toen nog Europacup voor landskampioenen geheten) voor de landskampioenen in het vrouwenvolleybal georganiseerd door de Confédération Européenne de Volleyball (CEV).
DVC Dokkum bereikte in 1982 als enige Nederlandse club de finale, hierin werd met 0-3 verloren van Oeralotsjka Sverdlovsk uit de Sovjet-Unie.

## Winnaars van de CEV Champions League
| Jaar | Winnaar                               | Uitslag finale                        | Runner-up                             | Halve finalisten         | Halve finalisten         |
| ---- | ------------------------------------- | ------------------------------------- | ------------------------------------- | ------------------------ | ------------------------ |
| 1961 | Dinamo Moskou                         |                                       | AZS AWF Varsovie                      | Dinamo Bucharest         | Slavia Praag             |
| Jaar | Winnaar                               | Uitslag finale                        | Runner-up                             | Runners-up in groepsfase | Runners-up in groepsfase |
| 1962 | Boerevestnik Odessa                   |                                       | Slavia Sofia                          | Dynamo Praag             | Slavia Sofia             |
| Jaar | Winnaar                               | Uitslag finale                        | Runner-up                             | Halve finalisten         | Halve finalisten         |
| 1963 | Dinamo Moskou                         |                                       | AZS AWF Varsovie                      | Dynamo Praag             | Slavia Sofia             |
| 1964 | Slavia Sofia                          |                                       | SC Dynamo Berlin                      | Dinamo Moskou            | AZS AWF Varsovie         |
| 1965 | Dinamo Moskou                         |                                       | SC Dynamo Berlin                      | Slavia Sofia             | Dinamo Bucharest         |
| 1966 | CSKA Moskou                           |                                       | Dinamo Moskou                         | AZS AWF Varsovie         | Slavia Sofia             |
| 1967 | CSKA Moskou                           |                                       | Dinamo Moskou                         | SC Dynamo Berlin         | Slavia Sofia             |
| 1968 | Dinamo Moskou                         |                                       | CSKA Moskou                           | DFHK Leipzig             | Dinamo Bucharest         |
| 1969 | Dinamo Moskou                         |                                       | CSKA Moskou                           | Akademik Sofia           | Slavia Bratislava        |
| 1970 | Dinamo Moskou                         |                                       | Nim-Se Boedapest                      | CSKA Moskou              | Tatran Střešovice        |
| 1971 | Dinamo Moskou                         |                                       | Tratan Praag                          | Levski-Spartak Sofia     | Wisla Kraków             |
| Jaar | Winnaar                               | Uitslag finale                        | Runner-up                             | Derde                    | Vierde                   |
| 1972 | Dinamo Moskou                         |                                       | Tratan Praag                          |                          |                          |
| 1973 | Nim-Se Boedapest                      |                                       | Dinamo Moskou                         |                          |                          |
| 1974 | Dinamo Moskou                         |                                       | Nim-Se Boedapest                      |                          |                          |
| 1975 | Dinamo Moskou                         |                                       | Levski-Spartak Sofia                  |                          |                          |
| 1976 | Ruda Hvezda Praag                     |                                       | Levski-Spartak Sofia                  |                          |                          |
| 1977 | Dinamo Moskou                         |                                       | Levski-Spartak Sofia                  |                          |                          |
| 1978 | SC Traktor Schwerin                   |                                       | Nim-Se Boedapest                      |                          |                          |
| 1979 | CSKA Sofia                            |                                       | Nim-Se Boedapest                      |                          |                          |
| 1980 | Ruda Hvezda Praag                     |                                       | Eczacibaşi Istanbul                   |                          |                          |
| 1981 | Oeralotsjka Sverdlovsk                |                                       | Levski-Spartak Sofia                  |                          |                          |
| 1982 | Oeralotsjka Sverdlovsk                | 3 - 0                                 | DVC Dokkum                            |                          |                          |
| 1983 | Oeralotsjka Sverdlovsk                |                                       | Vasas Izzo Boedapest                  |                          |                          |
| 1984 | CSKA Sofia                            |                                       | Olimpia Teodora Ravenna               |                          |                          |
| 1985 | ADK Alma-Ata                          |                                       | Olimpia Teodora Ravenna               |                          |                          |
| 1986 | CSKA Moskou                           |                                       | Olimpia Teodora Ravenna               |                          |                          |
| 1987 | Oeralotsjka Sverdlovsk                |                                       | Olimpia Teodora Ravenna               |                          |                          |
| 1988 | Olimpia Teodora Ravenna               |                                       | Oeralotsjka Sverdlovsk                |                          |                          |
| 1989 | Oeralotsjka Sverdlovsk                |                                       | Olimpia Teodora Ravenna               |                          |                          |
| 1990 | Oeralotsjka Sverdlovsk                |                                       | Olimpia Teodora Ravenna               |                          |                          |
| 1991 | HAOK Mladost Zagreb                   | 3 - 0                                 | Oeralotsjka Sverdlovsk                |                          |                          |
| 1992 | Olimpia Teodora Ravenna               | 3 - 2                                 | HAOK Mladost Zagreb                   |                          |                          |
| 1993 | Parmalat Matera                       | 3 - 1                                 | Olimpia Teodora Ravenna               |                          |                          |
| 1994 | Oeralotsjka Jekaterinenburg           | 3 - 2                                 | HAOK Mladost Zagreb                   |                          |                          |
| 1995 | Oeralotsjka Jekaterinenburg           | 3 - 0                                 | Parmalat Matera                       |                          |                          |
| 1996 | Parmalat Matera                       | 3 - 2                                 | Oeralotsjka Jekaterinenburg           |                          |                          |
| 1997 | Foppapedretti Bergamo                 | 3 - 1                                 | Oeralotsjka Jekaterinenburg           |                          |                          |
| 1998 | OK Dubrovnik                          | 3 - 0                                 | VakifBank Istanbul                    |                          |                          |
| 1999 | Foppapedretti Bergamo                 | 3 - 0                                 | VakifBank Istanbul                    |                          |                          |
| 2000 | Foppapedretti Bergamo                 | 3 - 1                                 | Oeralotsjka Jekaterinenburg           |                          |                          |
| 2001 | Volley Modena                         | 3 - 0                                 | Capo Sud Reggio Calabria              |                          |                          |
| 2002 | RC Cannes                             | 3 - 1                                 | Foppapedretti Bergamo                 |                          |                          |
| 2003 | RC Cannes                             | 3 - 1                                 | Oeralotsjka-NTMK Jekaterinenburg      |                          |                          |
| 2004 | CV Tenerife Marichal                  | 3 - 2                                 | Pallavolo Sirio Perugia               |                          |                          |
| 2005 | Foppapedretti Bergamo                 | 3 - 0                                 | Asystel Novara                        |                          |                          |
| 2006 | Pallavolo Sirio Perugia               | 3 - 1                                 | RC Cannes                             |                          |                          |
| 2007 | Foppapedretti Bergamo                 | 3 - 2                                 | Dinamo Moskou                         |                          |                          |
| 2008 | Pallavolo Sirio Perugia               | 3 - 1                                 | Zarechie Odintsovo                    |                          |                          |
| 2009 | Volley Bergamo                        | 3 - 2                                 | Dinamo Moskou                         |                          |                          |
| 2010 | Volley Bergamo                        | 3 - 2                                 | Fenerbahçe Istanbul                   |                          |                          |
| 2011 | VakifBank Istanbul                    | 3 - 0                                 | Rabita Bakoe                          |                          |                          |
| 2012 | Fenerbahçe Istanbul                   | 3 - 0                                 | RC Cannes                             |                          |                          |
| 2013 | VakifBank Istanbul                    | 3 - 0                                 | Rabita Bakoe                          |                          |                          |
| 2014 | Dinamo Kazan                          | 3 - 0                                 | VakifBank Istanbul                    |                          |                          |
| 2015 | Eczacıbaşı Istanbul                   | 3 - 0                                 | FV Busto Arsizio                      |                          |                          |
| 2016 | VB Casalmaggiore                      | 3 - 0                                 | VakifBank Istanbul                    |                          |                          |
| 2017 | VakifBank Istanbul                    | 3 - 0                                 | Imoco Volley Conegliano               |                          |                          |
| 2018 | VakifBank Istanbul                    | 3 - 0                                 | CSM Volei Alba Blaj                   |                          |                          |
| 2019 | AGIL Volley Novara                    | 3 - 1                                 | Imoco Volley Conegliano               |                          |                          |
| 2020 | Geannuleerd vanwege de coronapandemie | Geannuleerd vanwege de coronapandemie | Geannuleerd vanwege de coronapandemie |                          |                          |
| 2021 | Imoco Volley Conegliano               | 3 - 2                                 | VakifBank Istanbul                    |                          |                          |
| 2022 | VakifBank Istanbul                    | 3 - 1                                 | Imoco Volley Conegliano               |                          |                          |
| 2023 | VakifBank Istanbul                    | 3 - 1                                 | Eczacıbaşı VitrA                      |                          |                          |

## Records en statistieken
| Rang | Club                          | Winnaar | Runner-up | Seizoenswinnaar                                                                                   |
| ---- | ----------------------------- | ------- | --------- | ------------------------------------------------------------------------------------------------- |
| 1    | / Dinamo Moskou               | 11      | 5         | 1960–61, 1962–63, 1964–65, 1967–68, 1968–69, 1969–70, 1970–71, 1971–72, 1973–74, 1974–75, 1976–77 |
| 2    | / Oeralotsjka Jekaterinenburg | 8       | 6         | 1980–81, 1981–82, 1982–83, 1986–87, 1988–89, 1989–90, 1993–94, 1994–95                            |
| 3    | Volley Bergamo                | 7       | 1         | 1996–97, 1998–99, 1999–00, 2004–05, 2006–07, 2008–09, 2009–10                                     |
| 4    | VakifBank Istanbul            | 6       | 5         | 2010–11, 2012–13, 2016–17, 2017–18, 2021–22, 2022–23                                              |
| 5    | CSKA Moskou                   | 3       | 2         | 1965–66, 1966–67, 1985–86                                                                         |
| 6    | Olimpia Teodora Ravenna       | 2       | 7         | 1987–88, 1991–92                                                                                  |
| 7    | RC Cannes                     | 2       | 2         | 2001–02, 2002–03                                                                                  |
| 8    | Pallavolo Sirio Perugia       | 2       | 1         | 2005–06, 2007–08                                                                                  |
| 9    | Rudá Hvězda Praha             | 2       | 0         | 1975–76, 1979–80                                                                                  |
| 9    | VK CSKA Sofia                 | 2       | 0         | 1978–79, 1983–84                                                                                  |
| 9    | Pallavolo Femminile Matera    | 2       | 0         | 1992–93, 1995–96                                                                                  |
| 12   | NIM-SE Budapest               | 1       | 5         | 1972–73                                                                                           |
| 13   | VK Levski Sofia               | 1       | 3         | 1963–64                                                                                           |
| 13   | Imoco Volley                  | 1       | 3         | 2020–21                                                                                           |
| 15   | / HAOK Mladost                | 1       | 2         | 1990–91                                                                                           |
| 15   | Eczacıbaşı Dynavit            | 1       | 2         | 2014–15                                                                                           |
| 17   | Fenerbahçe                    | 1       | 1         | 2011–12                                                                                           |
|      |                               |         |           |                                                                                                   |